# Poi e Ròcalaura
Poi e Ròcalaura (en francès Pouy-Roquelaure) és un municipi francès situat al departament del Gers i a la regió d'Occitània.

## Demografia
| 1962                                       | 1968 | 1975 | 1982 | 1990 | 1999 | 2006 |
| ------------------------------------------ | ---- | ---- | ---- | ---- | ---- | ---- |
| 168                                        | 141  | 128  | 139  | 152  | 137  | 140  |
| Des de 1962: població sense dobles comptes |      |      |      |      |      |      |

## Administració
| Període   | Identitat       | Partit |
| --------- | --------------- | ------ |
| 2001-2008 | Mario dal Zovo  |        |
| 2008-     | Bertrand Stiers |        |

## Història
El municipi es va crear a la revolució francesa per la unió de Poi Carrejalard e de Ròcalaura.
Rinhac hi se va unir el 1823.